# Vân (Lâm Thương)
Vân (chữ Hán giản thể: 云县) là một huyện phía Đông thuộc địa cấp thị Lâm Thương, tỉnh Vân Nam, giáp với địa cấp thị Phổ Nhĩ. Cộng hòa Nhân dân Trung Hoa. Huyện này có diện tích 3760 ki-lô-mét vuông. Dân số huyện Vân năm 1999 là 398.064 người., năm 2002 là 400.000 người. Chính quyền huyện đóng ở trấn Ái Hoa. Mã số bưu chính là 675800. Về mặt hành chính, huyện được chia thành 4 trấn, 9 hương.
- Trấn: Ái Hoa, Man Loan, Đại Triều Sơn Tây và Dũng Bảo.
- Hương: Mâu Lan, Mang Hoài, Hiểu Nhai, Trà Phòng, Đại Trại, Dũng Bảo, Lật Thụ, Hậu Tinh và Hạnh Phúc.